# Mimo zákon
Mimo zákon je nezávislý americký film z roku 1986, jehož režisérem byl Jim Jarmusch. Převážná část film pojednává o útěku tří odlišných vězňů, Zacka, Jacka a Boba.